# Бирманский тикаль
Бирманский тика́ль или тика́л — денежная единица Бирмы (в настоящее время Мьянма) до 1892 года. Местное название — «кьят».

## Этимология
Слово «тикаль» или «тикал» (в русском языке встречаются оба варианта — чаще «тикаль»), вероятно, происходит из санскрита (санскр. tankala), что означает «клеймёная серебряная монета» и является однокоренным с наименованиями таких денежных единиц, как тенге, танга, дангх, деньга, така и т.п. Однако, возможно, это слово имеет малайские корни (малайск. tikal) и является древним местным названием одной из единиц измерения массы и/или денежных единиц. В XVI веке это понятие начало использоваться португальцами сначала в Сиаме (в настоящее время — Таиланд), а затем в Бирме (в настоящее время — Мьянма) для обозначения как самих монет местной чеканки, так и содержащейся в них массы серебра, равной примерно половине тройской унции. Местное названия тикаля в Мьянме — «кьят» (или «кейат»), «ча» (или «джа»).

## Монеты
Денежная система Бирмы в большой степени, чем в других государствах региона, ориентировалась на Индию, поэтому монеты могли иметь обозначение номинала как в местных денежных единицах, так и в индийских. Последние имели следующие базовые соотношения:
- для серебряных монет: 1 рупия (бирманский эквивалент — тикаль или кьят) = 16 анн (пе) = 64 пайсы (пья) = 194 или 192 пайя (пийя);
- для золотых: 1 мухр (золотая рупия) = 15 или 16 серебряных рупий.

Собственные ключевые бирманские денежные единицы в различные периоды имели следующие два ряда соотношений:
- 1 кьят (тикаль) = 4 мата = 8 му = 16 пе = 64 пья;
- 1 кьят = 5 матов = 10 му = 20 пе = 80 пья.

Первые монеты Бирмы были отчеканены в годы правления короля Миндона (1853—1878) из расчёта 1 серебряный кьят = 1 рупии, 1 золотой кьят = 1 мухру:
- из золота — 1 и 2 анны (1852 год), 2+1⁄2 му (1866 год; эквивалент 1⁄4 индийского мухра), 5 му (1878 год; 1⁄2 мухра);
- из серебра — 1 кьят, 1 нгаму (дословно «пять му»);
- из меди — пья (1865 и 1878 годы).

Банкноты в этот период не выпускались.
В 1883 году некоторые из областей, а в 1885 году вся Бирма стала британской колонией (провинцией в составе Британской Индии), а её денежной единицей была официально провозглашена индийская рупия; при этом ранее выпущенные монеты были демонетизированы только 1 апреля 1892 года. Индийские монеты и банкноты оставались законным средством платежа в колонии до 1 апреля 1939 года. При этом в 1897—1922 годах правительство Британской Индии выпустило банкноты того же типа, что и индийские рупии, специально для Рангуна, а в 1917 и 1927—1937 годах — для всей территории Бирмы, которые иногда называются бирманской рупией.